# Codices Cambrai
Die Codices Cambrai sind zwei Handschriften auf Pergament, die circa 1430–1440 entstanden sind und Choralwerke enthalten. Sie befinden sich unter den Signaturen CA 6 und CA 11 im Besitz der Cathédrale Notre-Dame de Grâce de Cambrai in Cambrai.
Die Handschriften enthalten 3 Hymnen und 22 Ordinariumssätze, darunter auch Satzpaare aus Glorias und Credos, die in getrennten Rubriken aufgeführt sind. Die Autoren werden nicht genannt, es finden sich aber unter anderem Werke von Guillaume Du Fay, Gilles Binchois, John Dunstable und Johannes Franchois de Gemblaco.
Die Handschrift ist in schwarz-roter Mensuralnotation gehalten, wobei sowohl die Notenschrift als auch die Folia ungewöhnlich groß sind, sodass sie auch von einem größeren Chor noch gelesen werden konnten. Die Codices gelten als frühestes Beispiel der später üblichen großformatigen Choralbücher.